# Убийца поневоле (фильм)
«Убийца поневоле» — советский фильм 1990 года, снятый на киностудии «Узбекфильм» режиссёром Музрабом Баймухамедовым.

## Сюжет
Боксёр Атабек оказывается втянутым в разборки мафии, случайно спасая свою бывшую жену Елену, которую как свидетельницу убийства наркодельца Храпа убивает её нынешний муж — сутенёр Холёный… Случайно в драке убив Холёного, Атабек оказывается в тюрьме и теперь, чтобы защитить Елену от мафии, ему нужно совершить побег…

среднеазиатский вариант перестроечного боевика про мафию. … роковой любовный треугольник, драки, погони, убийство поневоле — то самое, вынесенное в заглавие, побег из следственного изолятора, захват и передача заложницы…— Искусство кино, № 3, 1992

## В ролях
- Бекзод Мухаммадкаримов — Атабек
- Вероника Изотова — Елена
- Сайдо Курбанов — Джабаров
- Фарида Муминова — Севара
- Леван Мсхиладзе — Рустик
- Ментай Утепбергенов — Муравей
- Валерий Бондаренко — Брынза
- Айдар Гарапшин — Храп
- Ульмас Юсупов — Кобра
- Матякуб Матчанов — Тараев
- Якуб Ахмедов — начальник уголовного розыска
- Шухрат Иргашев — следователь
- Джавлон Хамраев — Каримов
- Айбарчин Бакирова — Саида
- Раджаб Адашев — сосед

## Съёмки
Консультант фильма — боксёр Руфаи Рискиев, постановка трюков и работа каскадёра — Владимир Жариков.

## Рецензии
- Н. Сиривля — Кулак сильнее закона // Искусство кино, № 3, 1992. — стр. 141—142